# SV Saar 05 Saarbrücken
El SV Saar 05 Saarbrücken es un equipo de fútbol de Alemania que juega en la Oberliga Rheinland-Pfalz/Saar, una de las ligas que conforman la quinta división de fútbol en el país.

## Historia
Fue fundado el 8 de mayo de 1905 en la ciudad de Saarbrücken en Saarland como un club multideportivo donde destacan sus secciones de atletismo y fútbol con el nombre FK Saarbrücken. Tres meses después cambiaron su nombre por el de SC Saar 05 Saarbrücken.
En octubre de 1933 se fusionaron con el SV 05 Saarbrücken y se convirtieron en el club actual, jugando una temporada en la Gauliga Südwest en 1934/35. En 1939 se fusionaron con el Deutscher SC y se pasaron a llamar Deutscher SV Saar 05.
Luego de la ocupación de las fuerzas aliadas en Alemania al finalizar la Segunda Guerra Mundial, se ordenó la disolución de todas las organizaciones existentes, incluyendo a los clubes de fútbol; pero para 1945 el club fue restablecido como SV Saarbrücken, luego en 1949 como SV Saar Saarbrücken y para 1951 como SV Saar 05 Saarbrücken.
El club ganó la Verbandsliga en 1995 y 2001, pero se negó a ascender a la Oberliga en ambos casos, y en agosto de 2007 la sección de fútbol juvenil se separó del club fundando al SV Saar 05 Jugendfußball debido a problemas internos en la institución.
En 2015 lograron el ascenso a la Regionalliga Südwest por primera vez en su historia, y como dato curioso es que será la primera vez que se enfrentarán a su rival de ciudad, el 1. FC Saarbrücken, que juega en esa liga desde la temporada 2014/15.

## Palmarés
- Kreisliga Saar: 1 (I)

1920
- Oberliga Rheinland-Pfalz/Saar: 1

2015
- Saarlandliga: 1 (VI)

2014
- Verbandsliga Saarland: 3 (VII)

1990, 2001, 2012
- Bezirksliga Saarbrücken: 1 (IX)

2010
- Kreisliga B Saarbrücken: 1 (X)

2009
- Saarland Cup: 2

1988, 1989